# NGC 1391
NGC 1391 je galaksija u zviježđu Eridan.

## Vanjske poveznice
- SEDS: NGC 1391